# Balea biplicata
Alinda biplicata е вид коремоного от семейство Clausiliidae.

## Разпространение
Известно е, че този вид се среща в редица европейски страни и острови, включително Чехия, Полша, Словакия, България, Гърция, Швейцария, Франция, Белгия, Холандия и по-рядко във Великобритания. В Англия се среща главно в района на Лондон и изключително по протежението на река Темза.